# Ectochela aberrans
Ectochela aberrans là một loài bướm đêm trong họ Noctuidae.